# Alexandra Bastedo
Alexandra Lendon Bastedo est une actrice britannique née le 9 mars 1946 à Hove (Royaume-Uni) et décédée le 12 janvier 2014 à Worthing. Elle est surtout connue pour son rôle de l'agent secret Sharron Macready dans la très populaire série télévisée d'espionnage/science-fiction Les Champions (1968). Végétarienne et défenseur de la cause animale, elle a écrit des livres sur ces deux sujets.

## Biographie
Sa mère (Liberiana Dorina Rescagliova, 1917–2001) est d'origine française, allemande et italienne, tandis que son père, né au Canada (Gilbert Lendon Bastedo, 1915–1985) est d'origine espagnole, hollandaise, écossaise et amérindienne. Elle a suivi des cours à l'École de théâtre de Brighton (Brighton Girls).
Elle fait ses débuts au cinéma à dix-sept ans en interprétant l'un des rôles personnages principaux dans le thriller 13 filles terrorisées (Frightened Girls, 1963), film qui eut peu de succès. Son physique avantageux attire néanmoins l'attention du continent européen, ce qui lui vaudra le surnom de « La Bastedo ».
Bien que plus connue des téléspectateurs pour avoir incarné la belle Sharron Macready dans la série télévisée Les Champions, elle est également connue pour ses compétences linguistiques (elle parle l'italien, l'espagnol, le français et l'allemand. Ce don lui a valu d'être parfois appelée au 10 Downing Street (lieu de travail du premier ministre anglais) comme interprète, et lui a permis d'être choisie pour le rôle de co-présentatrice des concours Miss Monde dans les années 1980.
En 1979, elle joue dans la série The Aphrodite Inheritance (en).
En 1980, elle épouse Patrick Garland (en), un réalisateur, acteur et écrivain.
En 2014, Alexandra Bastedo meurt d'un cancer du sein à l'âge de 68 ans.

## Filmographie

### Télévision
- 1964 : Le Comte de Monte Cristo : Renée de Saint-Méran
- 1965 : Le Saint - Épisode "The Crime of the century" : Joan Vendel
- 1966 : The Scales of Justice - Épisode "The Haunted Man" : Laura
- 1966 : The Wednesday Play : rôle non précisé
- 1967 : Le Saint - Épisode "The Counterfeit Countess" : Mireille
- 1968 - 1969 : Les Champions (The Champions) : Sharon Macready
- 1969 Département S (épisode 12, Le Masque De La Mort)
- 1969 : Randall and Hopkirk (Deceased) - Épisode "Whoever Heard of a Ghost Dying?" : Carol Latimer
- 1970 : Codename - Diana Dalzell
- 1979 : From a Bird's Eye View - Épisode "Sicillian Affair" : Lisa Vespucci
- 1979 : The Aphrodite Inheritance : Helene
- 1983 : Legend of the Champions : Sharon Macready
- 1984 : Le Duel des héros (Draw !) : Bess
- 1992 : Absolutely Fabulous : Penny Caspar-Moorse
- 2008 : EastEnders : Cynthia (dernière apparition télévisée)

### Cinéma
- 1963 : 13 filles terrorisées (13 frightened girls !) de William Castle : Alex
- 1965 : Le Liquidateur (The liquidator) de Jack Cardiff : l'opératrice radio
- 1965 : Doctor in clover de Ralph Thomas : la nurse à la soirée
- 1966 : That Riviera Touch de Cliff Owen : la fille à la table de jeu
- 1967 : Casino Royale (Charles K. Feldman's Casino Royale) de John Huston, Ken Hughes, Robert Parrish, Val Guest et Joe McGrath : Meg
- 1968 : I can't... I can't de Piers Haggard
- 1970 : L'Inceste (My lover my son) de John Newland
- 1970 : A promise of bed de Derek Ford
- 1970 : Les Aventuriers du Kashmir (Tibetana) de John Peyser
- 1972 : La Mariée sanglante (La novia ensangrentada) de Vicente Aranda
- 1974 : Odio a mi cuerpo de León Klimovsky
- 1974 : The Ghoul de Freddie Francis
- 1974 : Tu dios y mi infierno de Rafael Romero Marchent
- 1975 : El clan de los Nazarenos de Joaquín Luis Romero Marchent
- 1976 : Find the lady de John Trent (en)
- 1976 : La Gioconda está triste de Antonio Mercero
- 1977 : Le Voyeur (El mirón) de José Ramón Larraz : Elena
- 1978 : Cabo de vara de Raúl Artigot
- 1980 : Estigma de José Ramón Larraz : Anna
- 1981 : Il faut choisir (A choice of two) de John Howe
- 1984: Le Duel des héros (Draw!) de Steven Hilliard Stern
- 1987 : La Veritat oculta de Carlos Benpar : Agnès, la chiromancienne
- 2005 : Batman Begins de Christopher Nolan : l'invitée lors de l'anniversaire de Bruce Wayne